# Saint-Jeoire
Saint-Jeoire – miejscowość i gmina we Francji, w regionie Owernia-Rodan-Alpy, w departamencie Górna Sabaudia.
Według danych na rok 2006 gminę zamieszkiwało 3177 osób, a gęstość zaludnienia wynosiła 140 osób/km²
Wśród 2880 gmin regionu, Saint-Jeoire plasuje się na 396 miejscu pod względem liczby ludności, natomiast pod względem powierzchni na miejscu 399.